# لسلی دنیز
لسلی دنیز (انگلیسی: Leslie Deniz؛ زادهٔ may ۲۵, ۱۹۶۲ (۶۲ سال)) ورزشکار دو و میدانی اهل ایالات متحده آمریکا است.